# 고어텍스
고어텍스(영어: Gore-Tex)는 미국의 W. L. 고어 & 어소시에이션의 등록 상표이자 방수/방풍/투습 섬유이다.

## 역사
빌 고어와 비브 고어 부부는 1958년 자택 지하실에서 W. L. Gore & Associates(이하 고어사)를 창립했다.
이후 1969년 빌 고어 부부의 아들인 밥 고어는 폴리테트라플루오로에틸렌(polytetrafluoroethylene, PTFE)을 변형해 강력한 다공성 물질을 구성하는 방법을 발견했다.
이는 확장형 PTFE(expanded polytetrafluoroethylene, ePTFE) 탄생이었고, 고어사의 방수(防水), 방풍(防風), 투습(透濕) 기능의 고어텍스® 소재 개발을 포함하여 다양한 산업 분야에서의 혁신의 길을 여는 시발점이 되었다.
고어사는 ePTFE 첫 발명 기업으로, 초기 아웃도어 의류업계에 고어텍스® 제품으로 혁신을 일으켰을 뿐만 아니라 의료, 섬유, 제약 및 생명공학, 석유 및 가스, 항공 우주, 자동차, 전자 제품, 음악 및 반도체 산업 등 수많은 적용 분야에 진출했고, 여전히 플루오로폴리머(fluoropolymer; 불소수지) 분야의 선구자로 남아있다. 또한 한층 발전된 소재를 바탕으로 전 세계 고객과 최종 사용자들의 삶을 개선하기 위한 노력을 지속하고 있다.

## 디자인

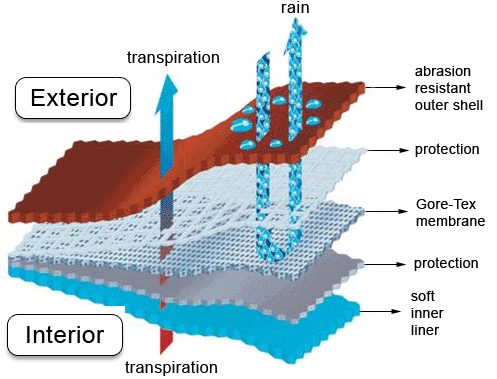
고어텍스 원리

고어텍스 제품은 대부분 열기계적인 확장 폴리테트라플루오로에틸렌과 기타 불소수지를 기반으로 하고 있다.
고어텍스의 원리는 다양한 제품에 적용되는데, 고기능성 섬유, 의료용 임플란트, 필터 미디어, 전선/케이블, 개스킷, 실란트를 위한 단열재 등이 그것이다. 그러나 무엇보다도 보호/투습/방수 의류에 사용되는, 고어텍스 섬유가 가장 많이 알려져 있다.
가장 단순한 종류의 방수 의류는 두겹의 형태다. 바깥쪽은 나일론이나 폴리에스테르와 같은 강한 재질로 되어 있다. 안쪽은 폴리우레탄으로 되어 있고, 통기성과 투습력을 희생하는 대신 방수 효과를 지닌다.
초기 고어텍스 섬유는 우레탄으로 된 안감을, 섬유에 접착된 얇은 다공성의 불소수지 멤브레인 코팅으로 교체했다. 이 멤브레인은 1제곱 인치당 90억개 이상의 기공을 가지고 있다. 각 기공은 대략 물방울의 2만 분의 1 크기로서 액체가 침투하기 어렵게 하는 반면, 수증기 형태의 분자는 통과가 가능하다.

## 특징

### 방수
야외활동 시 강한 비바람에도 무릎을 꿇은 자세의 무릎과 배낭을 맨 어깨로 수분이 스며들지 않는 것을 말한다. 고어텍스는 높은 압력의 물도 통과를 막는 기능을 가지고 있다.

### 방풍
고어텍스는 완전 방풍기능이 있어 바람이 들어오는 것을 막아준다. 그러나 홑겹의 고어텍스 의류 한 가지로는 겨울의 외부 추위를 막을 수 없다.

### 투습
옷 입은 상태와 운동의 강도 등에 따라 달라지긴 하지만, 일반적으로 휴식 중일 경우 인체에서는 시간당 0.06리터의 땀과 증기가 배출되며, 가벼운 운동시에는 시간당 0.5리터가, 격렬한 운동시에는 시간당 1리터 이상이 배출된다. 쾌적함을 유지하기 위해서는 이러한 땀과 증기가 외부로 배출되어야 하는데, 고어텍스는 투습성이 뛰어나 착용자에게 쾌적함을 제공한다.

## 고어텍스 섬유 관리

### 세탁
1. 고어텍스 의류는 40℃의 온수에 세제를 잘 푼 다음 물세탁을 해야 한다.
2. 세탁기 사용이 가능하며, 다른 옷과 함께 세탁을 금한다.
3. 세탁 과정에서 의류에 부착된 지퍼,단추 등에 의해 고어텍스 멤브레인이 손상되어 고어텍스 고유의 기능이 떨어질 수 있기 때문에 지퍼와 벨크로, 단추 등을 모두 잠근 상태에서 세탁한다.
4. 세제 찌꺼기가 남아있을 경우 탈색이나 멤브레인 손상의 원인이 될 수 있으므로, 깨끗이 여러 번 헹군다.
5. 표백제나 섬유 유연제는 사용을 절대 금한다.
6. 세탁 전 의류 안에 부착된 제품 손질 관리 라벨을 반드시 확인한다.

### 건조
1. 가정에서: 세탁 후 옷걸이에 걸어서 직사광선을 피해 그늘에서 말린다.
2. 드럼 세탁기 사용이 가능할 시: 드럼 세탁기에서 가장 낮은 온풍으로 건조하면, 고어텍스 원단 자체의 발수 기능을 회복시키는 데에 도움이 된다.

### 다림질
1. 다림질은 반드시 의류 안에 부착된 제품 손질 관리 라벨을 확인하고 한다.
2. 스팀 다리미일 경우 옷 위에 얇은 천을 덮고 가장 낮은 온도에서 다림질을 한다. 따뜻한 열이 고어텍스 원단 자체의 발수 기능을 회복시키는 데에 도움이 된다.

### 발수성 회복
발수성이란 겉감이 물에 젖지 않고 잘 튕겨져 나가도록하여, 전체적인 착용감과 쾌적함을 높여주는 것을 말한다. 그러나 이러한 발수성은 영구적이지 않다. 먼지, 세제의 계면활성제, 기름, 먼지, 드라이 크리닝의 불순물 등이 표면에 남아 일시적으로 기능이 저하될 수 있다. 또한 정상적인 경우에도 잦은 착용이나 마찰에 의해서 점점 발수성이 약해진다. 발수력이 약하거나 없으면, 겉감이 물에 젖어서 원단 표면에 수막을 형성하기 때문에 내부에서 발생한 땀으로 인해 옷이 눅눅하게 느껴지거나, 옷 안쪽에 닿는 면이 차갑게 느껴지고, 옷이 무겁게 늘어지는 등 전체적인 쾌적함이 떨어진다.
발수성을 유지하기 위해서는 가장 먼저 고어텍스 의류를 깨끗하게 유지하는 것이 중요하다. 옷은 깨끗한데 원단 표면에 물방울이 튕겨나가지 않을 경우에는 세제 없이 따뜻한 물로 세탁한 다음 회전식 건조기에서 중간 온도로 30분 정도 건조 시켜주면 된다.
회전식 건조기 사용이 어렵다면 낮은 온도에서 스팀 다림질을 해주어도 된다. 옷이 더러워진 상태라면 세제로 깨끗이 세탁 후 세제 찌꺼기가 남지 않도록 여러 번 헹군 후 온풍 건조시킨다.
또는 시중에서 판매하는 발수 처리제를 구입해, 깨끗이 세탁 한 후 옷에 골고루 뿌려주면 된다.

## 그 밖의 사용
고어는 누수를 제거하기 위해 고어의 재료로 만드는 모든 의류의 이음새 위를 테이핑한다. 고어의 자매품인 윈드스타퍼는 바람을 막아주고 투습성과 통기성을 갖추고 있다는 점에서 고어텍스와 유사하지만, 신축성이 있다는 점에서 다르며 생활 방수 기능 또한 제공한다.
고어텍스는 파열된 앞쪽 십자인대와 뒤쪽 십자인대를 교체하기 위한 의료용 인공삽입/보형물로도 사용된다. 또한 채색 사본의 보존에 있어서도 그 활용도가 높아지고 있다.
니트로아로마틱 화합물의 감각적인 전기 전압을 표현하는 번개 모양의 마크가 고어텍스 의류에 프린트되어 있다. 고어의 네이밍 시스템은 특정한 기술이나 물질을 지칭하지 않고, 대신 특정한 기능적 특성을 지칭한다.

## 특허 만료
물질 특허와 방법 특허가 혼합된 고어텍스 특허는 1973년 6월 14일 출원되었다. 특허의 존속 기간이 출원일로부터 20년이기 때문에 고어텍스 특허는 1993년 6월 14일 만료되었다. 따라서 현재 유사한 기술이 사용된, 유사한 특성의 다른 많은 제품들이 시장에 선보이고 있다.